# Stefan Pacha
Stefan Pacha (* 5. September 1859 in Moritzfeld, Kaisertum Österreich; † 15. November 1924 in Timișoara,  Königreich Rumänien) war ein banatschwäbischer römisch-katholischer Abtpfarrer und Dechant. Er war der ältere Bruder des ersten Bischofs von Temeswar, Augustin Pacha.

## Leben
Stefan Pachas Vater, der Schuhmacher Marian Pacha, wurde in Petersdorf in Böhmen geboren und siedelte sich 1838 in Moritzfeld an. Die Großeltern seiner Mutter Elisabetha (geb. Halsdorfer) in Moritzfeld kamen 1786 aus der Gegend um Trier als Kolonisten in den Ort im Banat. Pacha besuchte von 1865 bis 1870 zuerst die Volksschule in Moritzfeld/Móricföld, dann von 1870 bis 1878 das Piaristengymnasium in Temesvár.
Am 29. Juni 1883 erhielt er im Dom zu Temesvár die Priesterweihe. In seinem kirchlicher Werdegang bekleidete er von 1883 bis 1887 zunächst das Amt des Kaplans in Apátfalva, Józsefváros (deutsch Josefstadt) und Gyárváros (Fabrikstadt). Als Katechet lehrte er darauf bis 1890 in Nagybecskerek (Großbetschkerek). Danach betreute er bis 1900 als Direktor die Druckerei der Diözese. Im „Dechanat Nagyszentmiklós“ (Großsanktnikolaus) übernahm er von 1900 bis 1908 das Amt des Dechanten und Seelsorgers. Seine nächste Berufung kam 1904 als „Abt zum Heiligen Kreuz“. Von 1908 bis zu seinem Tod war Temesvár-Gyárváros/Fabric (Fabrikstadt) die Wirkungsstätte des Abtpfarrers.  